# Heterischnus schachti
Heterischnus schachti là một loài tò vò trong họ Ichneumonidae.